# Petrosomatoglief

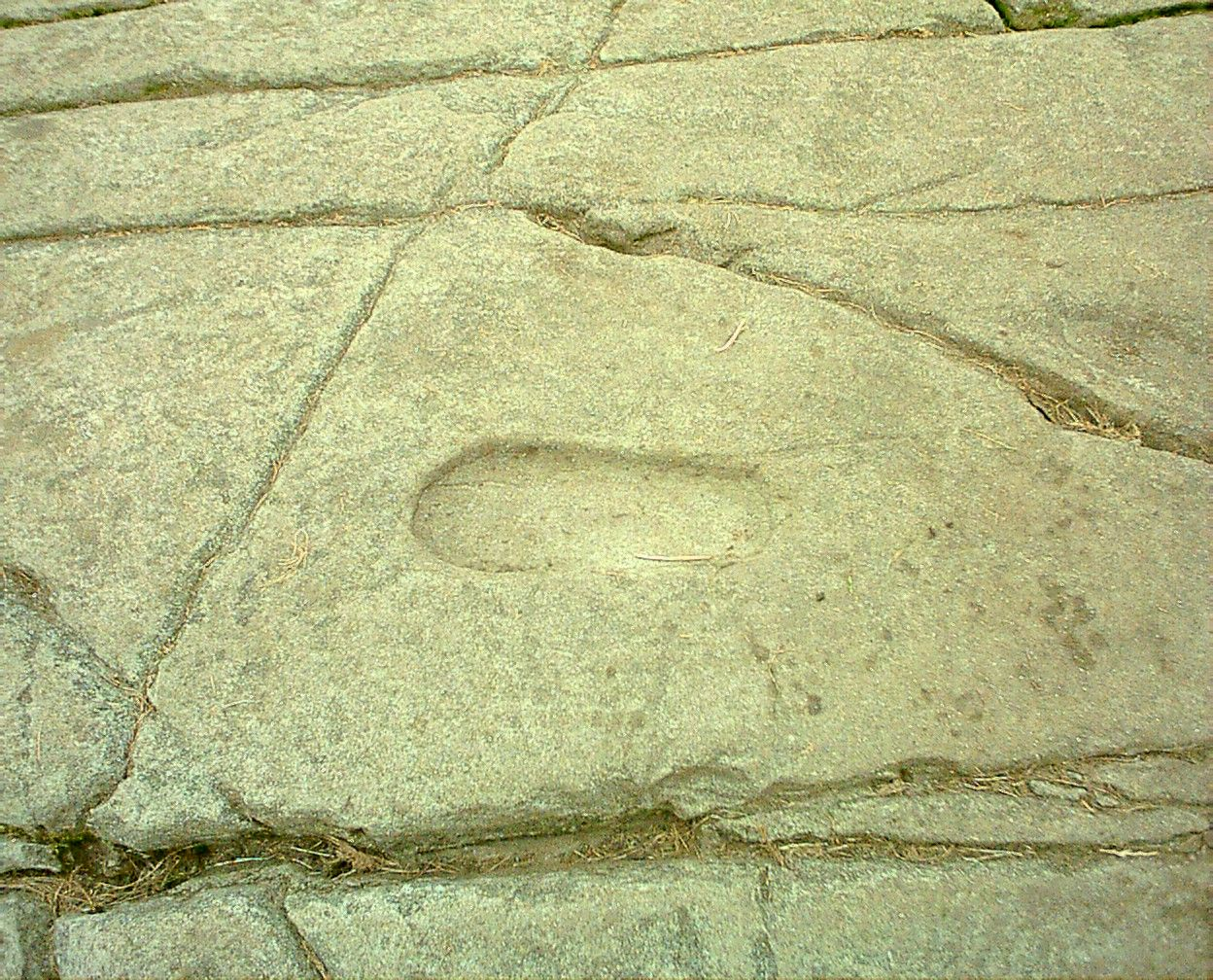
Een voetafdruk is ingekerfd in een rots op Dunadd in Argyll en wordt in verband gebracht met de kroning van de Schotse koning van Dalriada, tegenwoordig gaat het om een replica

Een petrosomatoglief  is een afbeelding van een deel van het lichaam van een mens of dier in een steen. Deze afbeeldingen komen over de gehele wereld voor. Vaak is het een vorm van belangrijk symbolisme en wordt gebruikt in religieuze of wereldlijke rituelen, zoals de kroning van een koning. Sommige worden in verband gebracht met heiligen of culturele helden.
Het woord komt van het Griekse πέτρα – petra ("steen"), σῶμα – soma ("lichaam"), en γλύφειν – glyphein ("kerven"). Voeten komen het vaakst voor, maar ook knieën, ellebogen, handen, vingers, etc.
De Wilde hoorde het verhaal over de voetafdrukken van het paard van Napoleon over hunebed D9, D17, D18, D14, D28, D29, D27 en D45. Een veldwachter laat hem de voetafdruk zien op D45.

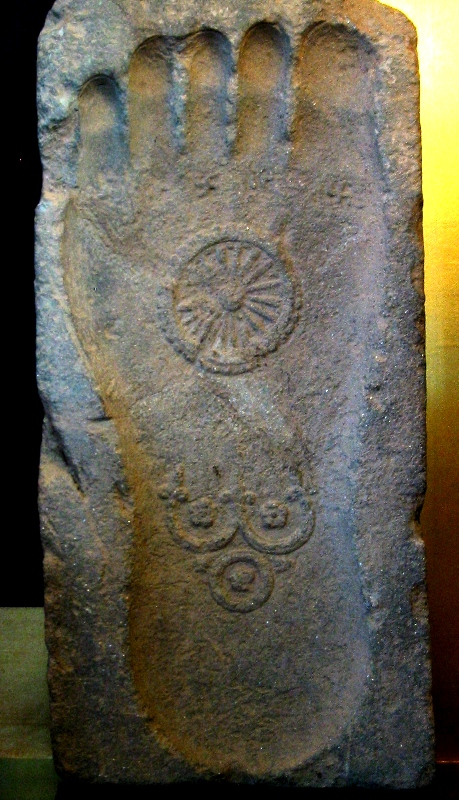
Voetafdruk van Boedha, Gandhara, 1e eeuw
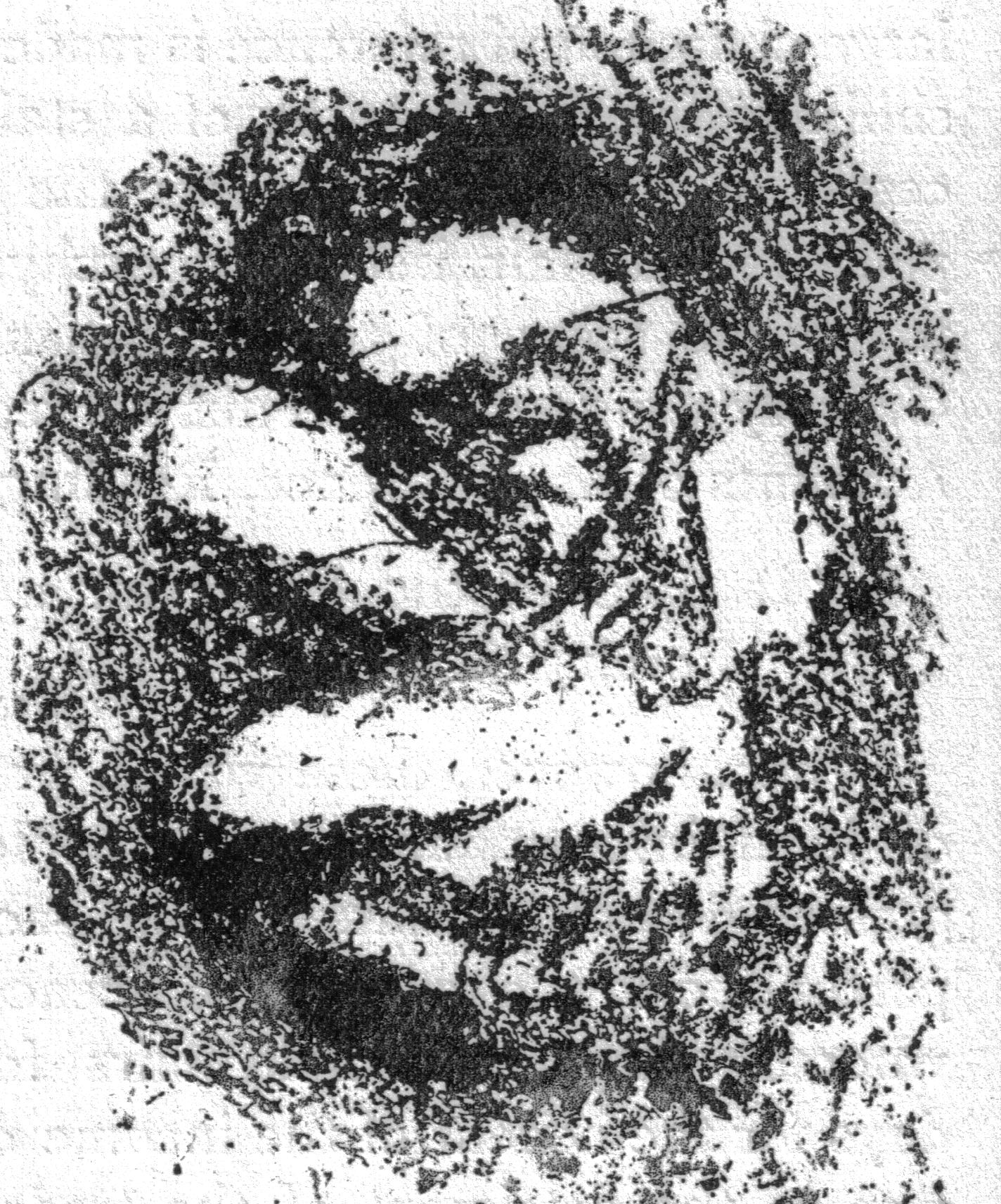
De klauw van de duivel, Canterbury
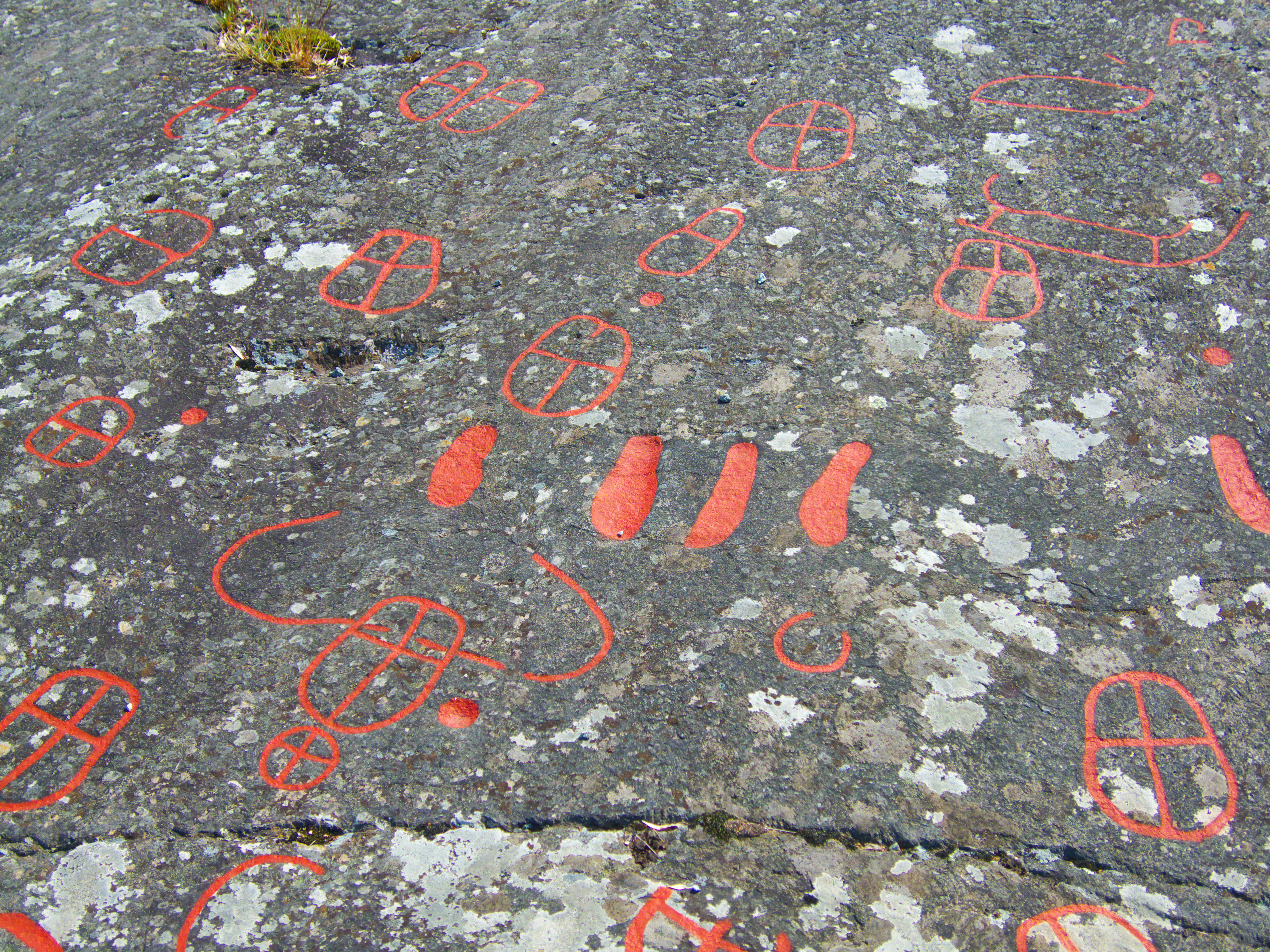
Stora Rickebyhällen, Enköping
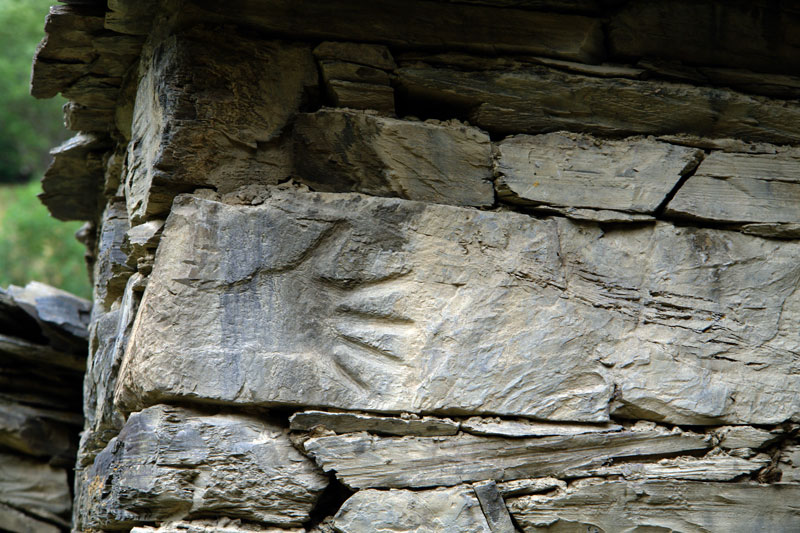
Handafdruk in Chevsoeretië